# Zossen
Zossen (hornolužickosrbsky Sosny) je město v Německu. Nachází se ve spolkové zemi Braniborsko 20 km jižně od Berlína a patří k zemskému okresu Teltow-Fläming. Žije v něm přibližně 22 tisíc obyvatel.
První písemná zmínka pochází z roku 1320. Původními obyvateli byli Slované, od nichž pochází název vycházející z místních sosnových lesů, borovice je vyobrazena také v městském znaku. V roce 1546 získal Zossen městská práva a v roce 1735 byl vysvěcen kostel sv. Trojice. Až do 19. století byl Zossen poddanským městečkem žijícím hlavně z vinařství a chovu ovcí. Jeho rozvoj započal v roce 1875 zřízením nádraží na trati z Berlína do Drážďan. Ve městě vznikla cementárna a lihovar.
V roce 1910 byla ve Wünsdorfu zřízena velká kasárna. Armáda zde také využívala dráhu k testování nových dopravních prostředků včetně kolejového zepelínu. Za první světové války zde byli internováni zajatci pocházející z britských a francouzských kolonií; převládali mezi nimi muslimové (odtud dostalo místo přezdívku „Tábor půlměsíce“), pro něž byla zřízena první mešita v Německu a Max von Oppenheim se snažil mezi nimi naverbovat spojence.
Za druhé světové války zde byly vybudován systém bunkrů, kde sídlilo velitelství Wehrmachtu. Po válce areál obsadil Sovětská armáda a zřídila zde základnu s uzavřeným městem, kterému se říkalo „Malá Moskva“ – počet sovětských vojáků a jejich rodinných příslušníků zde dosahoval 75 000 osob a jezdily odsud přímé vlaky do SSSR. Rusové místo vyklidili v roce 1994, pokusem o využití chátrajícího areálu bylo založení „knižního města“ v roce 1998.
V roce 2003 byl Zossen administrativně sloučen s okolními vesnicemi a jeho počet obyvatel se ztrojnásobil. Městské části jsou Glienick, Horstfelde, Schünow, Werben, Kallinchen, Nächst Neuendorf, Nunsdorf, Schöneiche, Wünsdorf, Funkenmühle, Lindenbrück, Neuhof, Waldstadt, Zesch am See, Zossen a Dabendorf.
Nedaleko města se nachází jezero Motzener See, využívané k vodním sportům. Zossenem prochází Evropská dálková trasa E10. V Dabendorfu se nachází soukromé muzeum rozhlasové a televizní techniky.